# Nguyễn Hồng Nhị
Nguyễn Hồng Nhị (22 tháng 12 năm 1936 – 25 tháng 11 năm 2021) là một sĩ quan cao cấp của Quân đội nhân dân Việt Nam, hàm Thiếu tướng, Anh hùng Lực lượng vũ trang nhân dân, nguyên Cục trưởng Cục Hàng không Việt Nam; Phó Tư lệnh Tham mưu trưởng Quân chủng Không quân. Ông là một cựu phi công lái máy bay MiG 21 và là Phi công Việt Nam đầu tiên dùng MiG 21 bắn rơi máy bay Mỹ  thuộc Trung đoàn không quân tiêm kích 921, Quân chủng Phòng không–không quân.

## Tiểu sử
Ông sinh ngày 22 tháng 12 năm 1936 tại Hoài Sơn, thị xã Hoài Nhơn, tỉnh Bình Định.
Chưa tròn 18 tuổi, Hồng Nhị xin gia nhập Quân đội nhân dân Việt Nam và nằm trong đại đội 104 phòng tham mưu Khu 5. Năm 1954 khi đang tại ngũ đại đội 2 tiểu đoàn 365 trung đoàn 803 đại đoàn 305, Nguyễn Hồng Nhị theo đơn vị tập kết ra bắc. Sau đó được đi học phi công.
Năm 1972 khi đang là Thiếu tá Chủ nhiệm bay của Trung đoàn không quân 921 ông được bổ nhiệm làm Trung đoàn trưởng trung đoàn không quân 927 có nhiệm vụ chiến đấu bảo vệ Hà Nội và các tỉnh phía Bắc. Sau đó là Sư đoàn phó sư đoàn không quân 371.
Năm 1975 ông về làm Sư đoàn trưởng Sư đoàn không quân 372. Năm 1985 được phong Thiếu tướng, Sư trưởng Sư đoàn không quân 370.
Năm 1987 làm Phó tư lệnh, Tham mưu trưởng Quân chủng Không quân.
Năm 1989 chuyển ngành làm Tổng cục trưởng Tổng cục Hàng không dân dụng Việt Nam.
Năm 1998 ông nghỉ hưu, về sống tại trang trại ở Sóc Sơn.
Ông qua đời ngày 25 tháng 11 năm 2021, thọ 84 tuổi.

## Chiến công
Ngày 4 tháng 3 năm 1966, ông bắn rơi một máy bay không người lái AQM-34 của không quân Hoa Kỳ, trở thành phi công MiG-21 đầu tiên của Việt Nam bắn rơi máy bay địch.
Ông đã trực tiếp bắn rơi 8 máy bay không quân Hoa Kỳ trong chiến tranh Việt Nam, trong đó có ba chiếc được đối phương công khai thừa nhận. Trong thực tế là một số phi công Mỹ thường nói rằng họ bị bắn hạ bởi tên lửa đất đối không hoặc pháo phòng không vì họ cho rằng như thế sẽ "đỡ xấu hổ hơn" là thất bại trong một trận không chiến.
Giữa năm 1966, trong một trận chiến với hàng chục chiếc F4, máy bay của ông bị trúng tên lửa khiến ông phải nhảy dù. Ông bị dân quân Cao Bằng bắt giữ vì nói giọng miền trong, phía dân quân nghĩ ông là phi công của Quân lực Sài Gòn. Mãi đến khi có điện xác nhận của Quân chủng thì ông mới được chuyển lên trên. Ông bị chấn thương khá nặng, nhưng đã hồi phục sau 3 tháng và bay lại.
Ngày 1 tháng 8 năm 1968, biên đội ba chiếc MiG-21 gồm Nguyễn Đăng Kính (số 1), Nguyễn Mạo (số 2) và Nguyễn Hồng Nhị (số 3) đánh trận trên vùng trời Đô Lương, Nam Đàn (thuộc tỉnh Nghệ An). Ông bắn hạ 1 chiếc F-8, nhưng sau đó bị trúng hai tên lửa Sidewinder từ máy bay Vought F-8 Crusader của phi đội VF-51, hải quân Hoa Kỳ. Ông đã thoát hiểm thành công bằng ghế phóng.
Sáng ngày 9 tháng 9 năm 1969, ông dẫn đầu biên đội 12 chiếc MiG-21 bay qua lăng Ba Đình trong lễ tang Chủ tịch Hồ Chí Minh.
Ông được phong tặng danh hiệu Anh hùng lực lượng vũ trang nhân dân vào ngày 18 tháng 6 năm 1969.
Năm 1972, ông được bổ nhiệm là trung đoàn trưởng trung đoàn không quân tiêm kích 927. Trung đoàn 927 trong 6 tháng cuối năm 1972 đã bắn rơi 42 máy bay của Mỹ, trong đó có một chiếc B-52 trong Chiến dịch Linebacker II.
Những chiếc máy bay sau được Không quân nhân dân Việt Nam xác nhận do Nguyễn Hồng Nhị tiêu diệt:
- 4 tháng 3 năm 1966, một máy bay không người lái AQM-34 không quân Hoa Kỳ (KQHK).
- 14 tháng 3 năm 1966, một chiếc AQM-34 khác.
- 31 tháng 8 năm 1967, bắn hạ một máy bay trinh sát RF-101 tại Phú Thọ.
- Tháng 9 năm 1967, bắn rơi một chiếc máy bay F4 Phantom.
- Ngày 9 tháng 10 năm 1967, bắn rơi một chiếc máy bay F4 Phantom.
- 8 tháng 11 năm 1967, một F-4D KQHK (phi công Gordon, sĩ quan hệ thống vũ khí Brenneman).
- 17 tháng 12 năm 1967, một F-105D KQHK.
- 1 tháng 8 năm 1968, một F-8 Hải quân Hoa Kỳ.

## Danh hiệu
Trong quá trình tham gia chiến đấu, Thiếu tướng Nguyễn Hồng Nhị được Đảng, Nhà nước tặng thuởng:
- Danh hiệu Anh hùng Lực lượng vũ trang nhân dân.
- Huân chương Quân công (hạng Nhì, hạng Ba).
- 2 Huân chương Chiến công hạng Nhất.
- Huân chương Chiến công hạng Nhì.
- Huân chương Kháng chiến chống Mỹ hạng Nhất.
- Huân chương Chiến sĩ vẻ vang (hạng Nhất, Nhì, Ba).
- Huy chương Quân kỳ quyết thắng.
- 8 Huy hiệu Bác Hồ.